# Пора (партія)

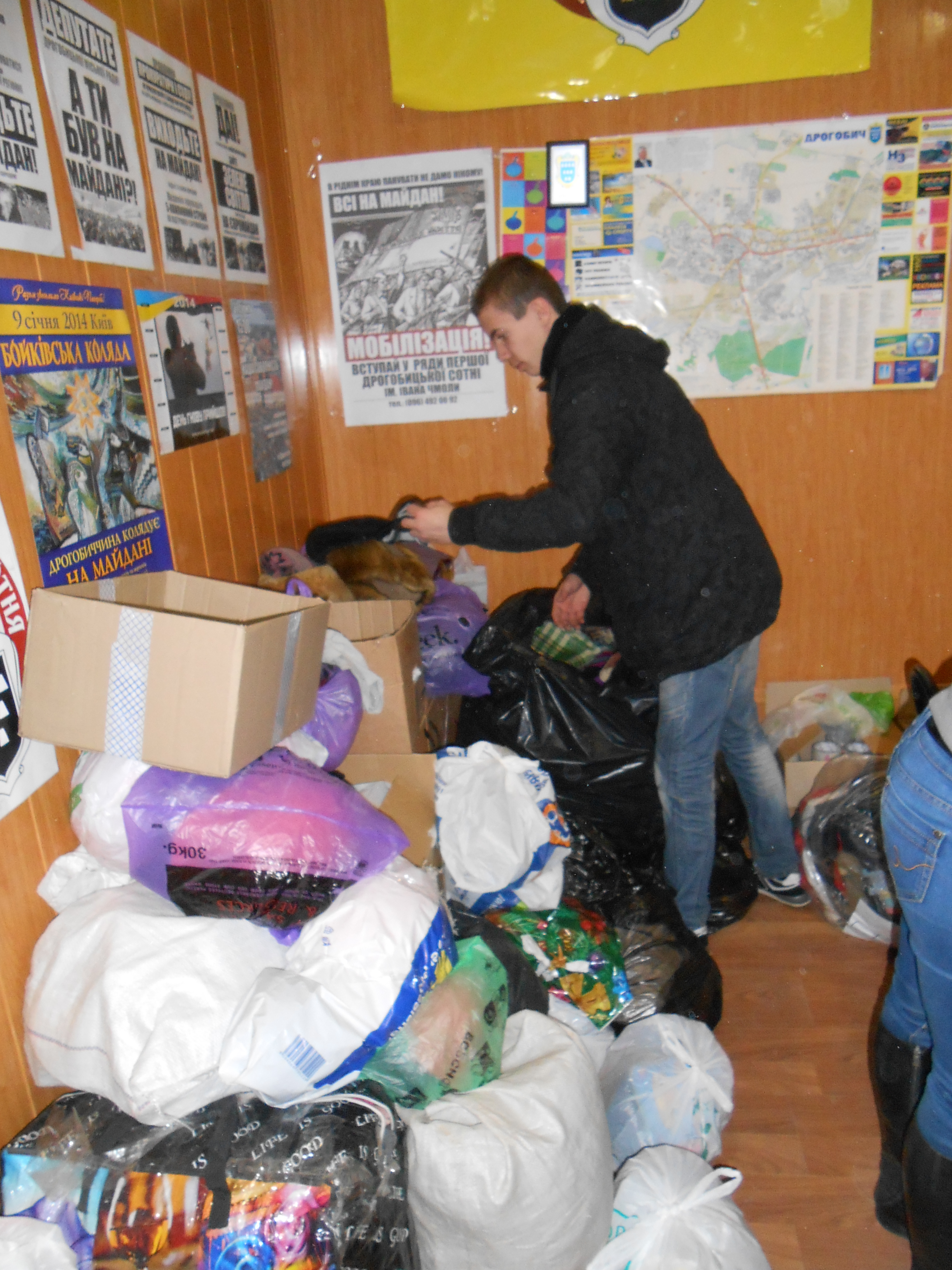
Збір добровільних пожертв від дрогобичан Євромайдану через ВО «Майдан» в приміщенні громадської приймальні Дрогобицької міської організації громадянської партії «Пора» (вулиця Шкільна, 4) 20 лютого 2014 року

Політи́чна па́ртія «Пора́» — українська політична партія. Була створена 23 березня 2005 року окремими активістами молодіжної організації «Пора!» (жовтої), Владиславом Каськовим, Андрієм Юсовим та Євгеном Золотарьовим.

## Створення партії
Створення політичної партії, що використала назву організації «Пора!», викликало спротив з боку багатьох активістів. На їхню думку партія «Пора» створюється не на основі Громадянської кампанії «Пора!», а супроти волі більшості її активістів: як «жовтих», так і, тим паче, «чорних». «Отже, новостворена партія не має ані морального, ані юридичного права користуватись політичним капіталом, здобутим широким громадським рухом, що діє під такою ж назвою ще з березня 2004 року.» Активісти Чорної Пори вважають, що лідери партії «Пора» використовують їхню назву та авторитет у власних корисливих цілях.

## Обставини реєстрації партії
Міністерство юстиції України провело телефонне опитування частини людей, які ніби-то підписувались за реєстрацію партії «Пора» і в результаті виявились фальшивими щонайменше третина підписів. Саме з цієї причини було відмовлено у реєстрації. Попри це партія, завдяки рішенню суду, була зареєстрована міністерством юстиції у березні 2005 року. Проте твердження про фальшиві підписи досі не спростоване в юридичному чи публічному порядку.

## Діяльність партії
Партія здійснювала серію проєктів і акцій. Серед них: чорні списки, проєкт захисту малого бізнесу, кампанія зі збору підписів проти недоторканості депутатів місцевих рад, кампанія «ПОРА їх спитати» та інші.

## Блок «Пора-ПРП»
У парламентських виборах 2006 року партія брала участь у складі блоку «Пора-ПРП». Очолив виборчий список боксер Віталій Кличко. Другим у списку був міністр фінансів України Віктор Пинзеник, третім — лідер Пори Владислав Каськів. За результатами голосування блок не подолав 3-відсотковий бар'єр.

## Символіка партії
Логотипом партії «Пора» є стилізований надпис «ПОРА» з літерою «О» у вигляді годинника. Здебільшого зображується на жовтому тлі. Символ запозичений у жовтої Пори.
Емблема партії — український сокіл, який, на думку засновників партії, передає якості Пори: гордість, безкомпромісність, далекоглядність, а також швидкість реакції та швидкість руху.
- Дата реєстрації партії і номер свідоцтва: 23.03.05 № 127
- Адреса: 01025, м. Київ, вул. Десятинна, 1/3